# InRail
La società InRail è un'impresa ferroviaria italiana, con sede legale a Genova e sede operativa a Udine, attiva dal 2007 nel trasporto merci in Italia e nei collegamenti con l'Austria e la Slovenia. Costituita per iniziativa di alcuni operatori friulani a seguito della liberalizzazione del settore ferroviario merci, la società ha iniziato a sviluppare i propri traffici nel nord-est italiano operando in sinergia con un operatore locale e incrementando nel tempo il volume complessivo di merci trasportate.

## Settori di attività
Tradizionalmente attiva nel trasporto di materie prime, rottami ferrosi, prodotti
siderurgici finiti e legname, InRail opera traffici tra Italia, Austria e Slovenia; in quest'ultimo paese l'azienda opera direttamente in virtù di uno specifico accordo con le Ferrovie Slovene e dietro autorizzazione rilasciata dall'Agenzia slovena per il trasporto AZP.
Tra le principali relazioni servite rientrano Udine-Tarvisio, Osoppo-Tarvisio, San Giorgio di Nogaro-Tarvisio, Villa Opicina-Osoppo, Villa Opicina-Udine, Nova Gorica-Udine, Tarvisio-Cavatigozzi e Tarvisio-San Pietro in Gù.
In qualità di impresa ferroviaria InRail svolge servizi di formazione, verifica e condotta dei treni per conto dei propri clienti e provvede altresì, in alcuni casi, allo svolgimento delle relative manovre ferroviarie, potendo curare l'intera organizzazione del trasporto.

## Storia
Costituita nel 2006 per iniziativa di un gruppo di imprenditori locali e della Regione Friuli-Venezia Giulia (attraverso la finanziaria Friulia) e avvalendosi del coordinamento dell'ingegner Guido Porta, precedentemente amministratore della Serfer, un'azienda del gruppo FS già attiva nella zona, InRail iniziò l'attività come operatore logistico nell'organizzazione del servizio merci locale, lavorando in sinergia con le altre imprese ferroviarie della regione e in particolare con la Ferrovia Udine-Cividale (FUC), con la quale condivide l'impianto di manutenzione di Udine.

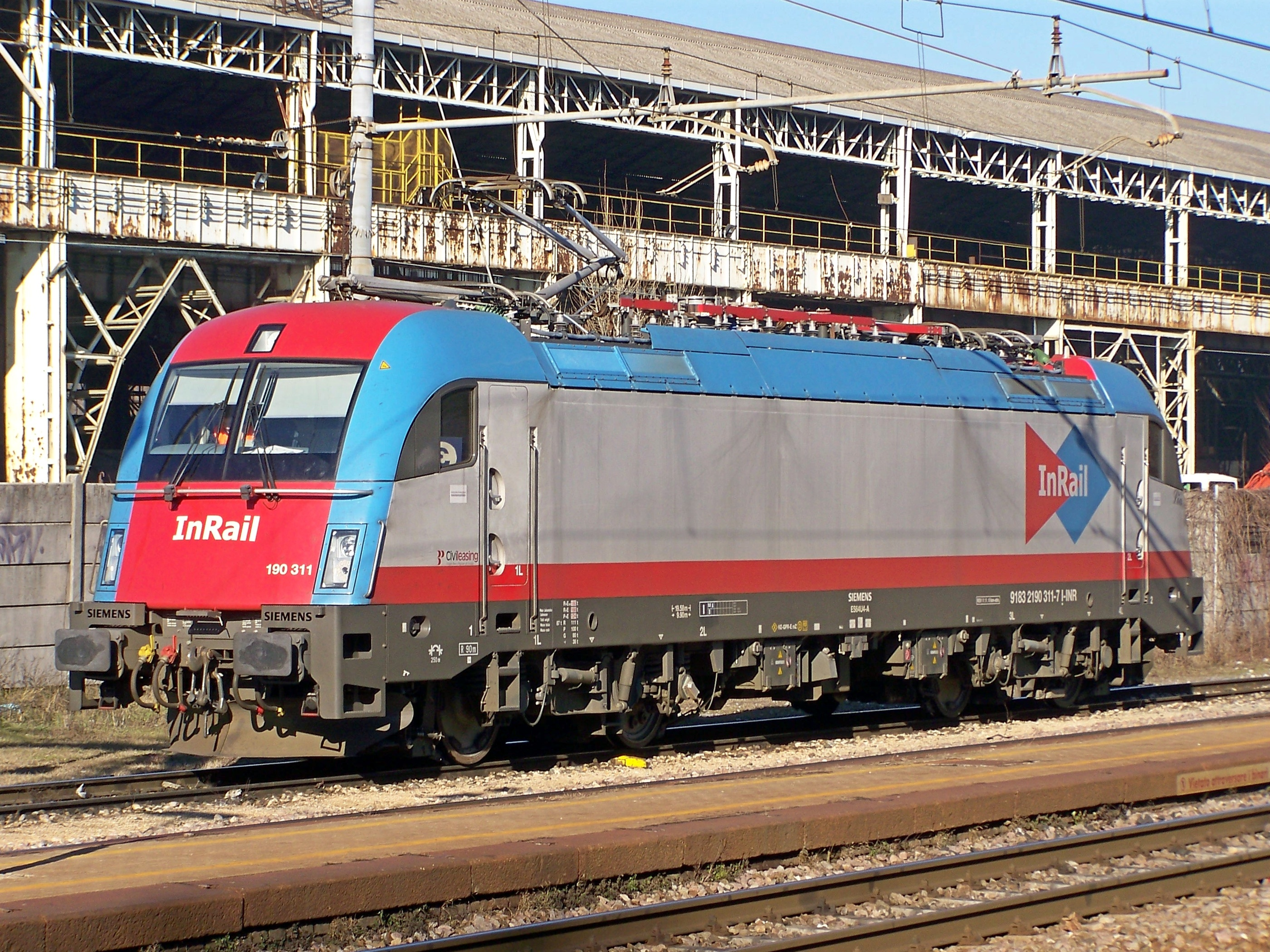
E190 311 InRail a San Zeno-Folzano

In particolare fu avviata, con trazione Trenitalia e Serfer, l'organizzazione di treni merci carichi di rottami ferrosi, tronchi e materiale vario dal valico di Tarvisio alle aree industriali di Osoppo e Udine anche in virtù della presenza nel capitale sociale di Inter-Rail, operatore logistico che fa capo al Gruppo Fantoni e ad Acciaierie Bertoli Safau (ABS, gruppo Danieli) e di alcuni investitori privati. Le manovre sul raccordo ABS erano curate da Traction & Service (TS), società controllata, utilizzando una locomotiva Henshel.
Proprio Inter-Rail, attiva dal 2007, iniziò ad utilizzare InRail quale braccio operativo nella zona riattivando, dopo 10 anni di inattività, lo scalo ferroviario di Bottenicco con la collaborazione della FUC e delle strutture locali di RFI. Tale scalo risulta strategico in una zona come quella di Cividale del Friuli ad alta densità di industrie.
Nel'agosto 2009 Inter-Rail organizzò per la Fantoni di Osoppo un carico di trucioli di legno partito dal porto di Monfalcone e sistemato su 25 vagoni merci, al posto dei 1.200 TIR che sarebbero stati necessari a trasportare le 33.500 tonnellate di pino caraibico, significativo esempio di treno competitivo rispetto all'autotrasporto in servizi a breve raggio.
Il servizio internazionale per il trasporto di semirimorchi Ekol dalla Turchia si avvalse nel 2010 della trazione in service da parte di InRail sulla tratta Tarvisio-Trieste per conto di Rail Traction Company, a causa dell'incremento di servizi di tale azienda; nel medesimo anno, il 27 aprile fu avviato un servizio in sinergia con Trenitalia e Serfer per trasporto di coke fra le acciaierie di Piombino e la ferriera di Servola, con trazione InRail fra Verona e Trieste.
Nel 2012, cessato il noleggio di locomotive Trenitalia attuato fino ad allora ed entrate in servizio nel 2011 due locomotive elettriche di proprietà utilizzate in pool con un esemplare analogo della FUC, i servizi InRail risultavano estesi all'intero territorio del Friuli-Venezia Giulia, nonché ad alcune tratte in Lombardia Veneto, ed Emilia Romagna. A Castelguelfo i servizi furono strutturati così da consentire l'eventuale scambio di locomotive con la controllata FuoriMuro.. Destinate al noleggio verso quest'ultima, furono acquistate due ulteriori locomotive elettriche analoghe, mentre per i servizi di terminalizzazione in Friuli furono noleggiate due locomotive Diesel D 100 Vossloh.
Il 2013 fu l'anno dei primi servizi InRail in Slovenia, dopo prova fatta il 13 gennaio attraverso il valico di Gorizia, con treni merci per il trasporto di materiali ferrosi trainati dalle D 100 003 e 005 noleggiate da Alpha Trains: unica impresa ferroviaria privata ad aver ottenuto l'autorizzazione a operare in territorio sloveno rilasciata dall'AZP, l'Agenzia slovena per il trasporto, InRail avviò tale servizio per conto di ABS, incrementandolo in seguito con l'obiettivo di arrivare a 6 treni settimanali. Contestualmente venne aperto un nuovo ufficio operativo a Nova Gorica.
A tale relazione si aggiunsero nuovi collegamenti dal Friuli verso destinazioni come Piacenza e Brescia, e numerosi treni per il trasporto di cereali, con l'intenzione dichiarata di ampliare il mercato verso l'Est Europa, sviluppare nuove relazioni verso Ovest passando per il valico di Domodossola, ed entrare nel segmento del trasporto intermodale di casse mobili e container.. Fra i servizi particolari si ricorda il trasferimento da Osoppo a Melzo della locomotiva Mak V 100 212 di proprietà della Railoc e noleggiata dall'impresa Oceanogate, dotata di una sgargiante livrea rosa

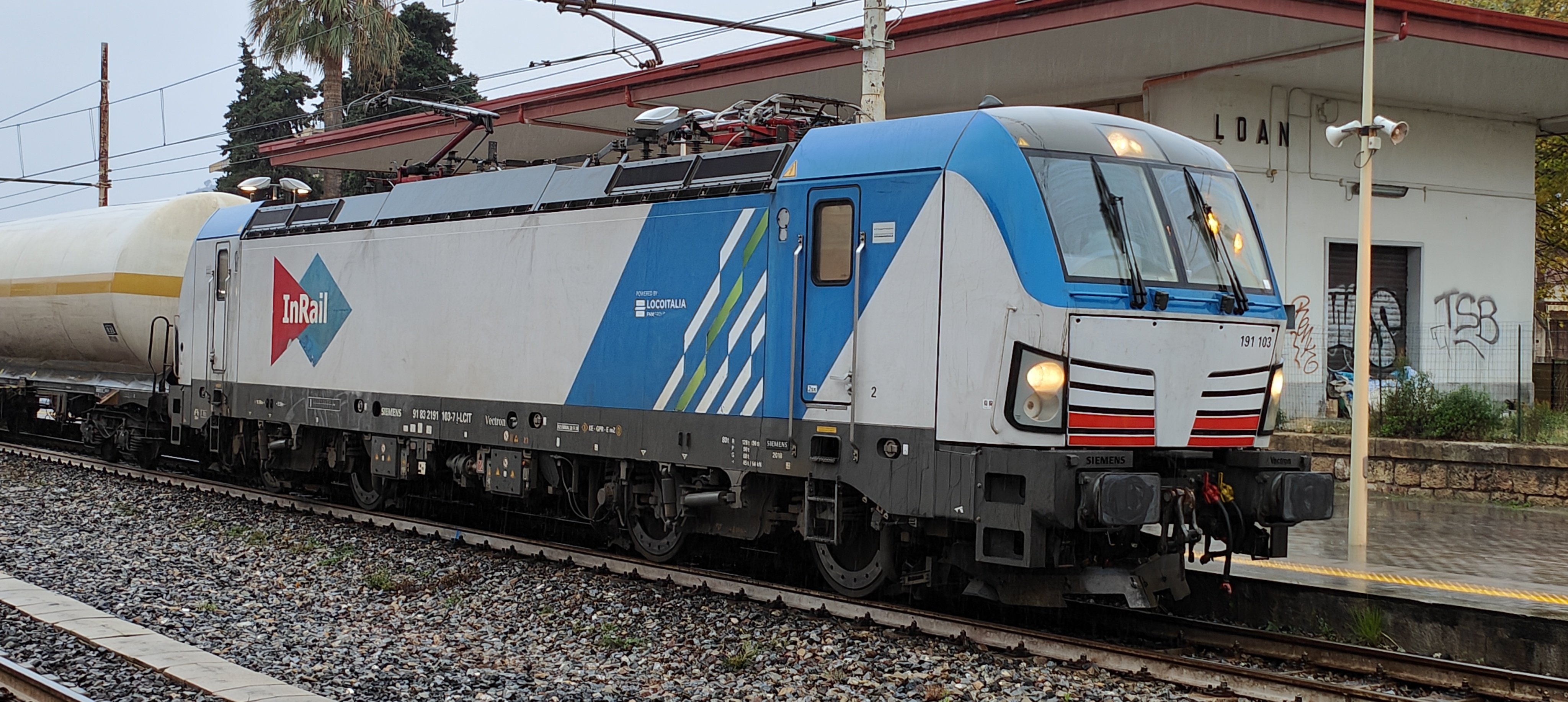
Una delle Vectron ordinate alla Siemens, l'unità 191.103, consegnata alla ditta RoSCO (Rolling Stock Company) LocoItalia nel marzo 2019 con la livrea InRail fotografata a Loano. La società, unica in Italia ad affittare locomotive, possiede anche delle E194.DC 3

A fine 2014, nell'ambito dell'European Rail Congress, la società risultò fra i 4 finalisti al premio European Rail Awards come "Miglior operatore ferroviario europeo del 2014" per la significativa crescita nel Nord Est conseguita grazie alla possibilità di entrare in territorio sloveno.
Nel 2015 la storica collaborazione con Trenitalia ha portato allo scambio di alcuni servizi fra le due imprese.
Il 9 maggio 2019, la compagnia festeggia i 10 anni di attività inaugurando la nuova officina manutenzione rotabili a Udine e nello stesso giorno viene mostrata ufficialmente la 191 001 a cui viene applicata una livrea commemorativa opera del visual artist Emmanuele Panzarini.

## Dati societari
La licenza di impresa ferroviaria merci in possesso di InRail è la numero 42, rilasciata il 6 ottobre 2006; il Certificato di Sicurezza per operare su rete RFI è stato rilasciato dall'Agenzia Nazionale per la Sicurezza Ferroviaria (ANSF) il 22 settembre 2009.
La compagine societaria è costituita per il 63% da Tenor S.r.l. e per il restante 27% da Inter-Rail SpA. L'azienda controlla altresì l'impresa ferroviaria FuoriMuro nonché l'impresa locale Traction & Service.
In crescita la produzione: chiuso in attivo il 2010, nel 2011 il fatturato si attestava sui 14 milioni di euro e una forza lavoro di 200 unità circa.
Nel 2012 risultavano prodotti 420 000 treni/km; 340.000 le tonnellate di merce trasportata nei primi 9 mesi del 2013.

### Materiale di trazione
Per i primi servizi come impresa ferroviaria, svolti a partire dal 2009, InRail utilizzò materiale a noleggio, e segnatamente alcune locomotive elettriche E.655 di Trenitalia ed E 189/ES 64 F4 in uso da Rail Traction Company.
Contestualmente la presenza nella compagine societaria della finanziaria regionale Friulia consentì l'ordinazione in pool di quattro locomotive Siemens E 190/ES 64 U2 "Taurus", di cui due destinate alla Ferrovie Udine Cividale e classificate E 190 301-302, e due alla InRail come E 190 311-312, consegnate nel 2011 e battezzate rispettivamente Lia e Tea. Per il ricovero e la manutenzione di tutte le unità viene utilizzato il deposito locomotive FUC di Udine.
Il 27 giugno 2013 arrivarono le E 190 313-314, analoghe alle precedenti ma destinate ad essere noleggiate per circa un biennio alla controllata Fuori Muro, in attesa della consegna a quest'ultima delle due locomotive Siemens Vectron ordinate, e impiegate per servizi Genova-Rivalta Scrivia. L'arrivo di tali macchine permise altresì di rimpiazzare le ultime E 655 precedentemente noleggiate da Trenitalia..
Proprio per consentire la conduzione del lungo ciclo di prove di omologazione in Italia delle Vectron, l'esemplare E 191 001 di proprietà della stessa Siemens venne immatricolata in Italia nel parco InRail
Per i servizi di manovra nel 2013 vennero noleggiate da Alpha Trains le locomotive Diesel D 100 003 e 005; l'esemplare 003 nella livrea SBB Cargo suo precedente utilizzatore; l'analogo esemplare 002 venne noleggiato a Fuori Muro per le manovre a Genova. Nella seconda metà dell'anno, sempre a nolteggio furono altresì acquisite diverse locomotive elettriche da treno fra cui la E 189 993 in canarina e alcune E 190 Rail Cargo Austria. A metà 2014 risultavano in carico a InRail le quattro unità D 100 001-004.